# Military Bowl 2011

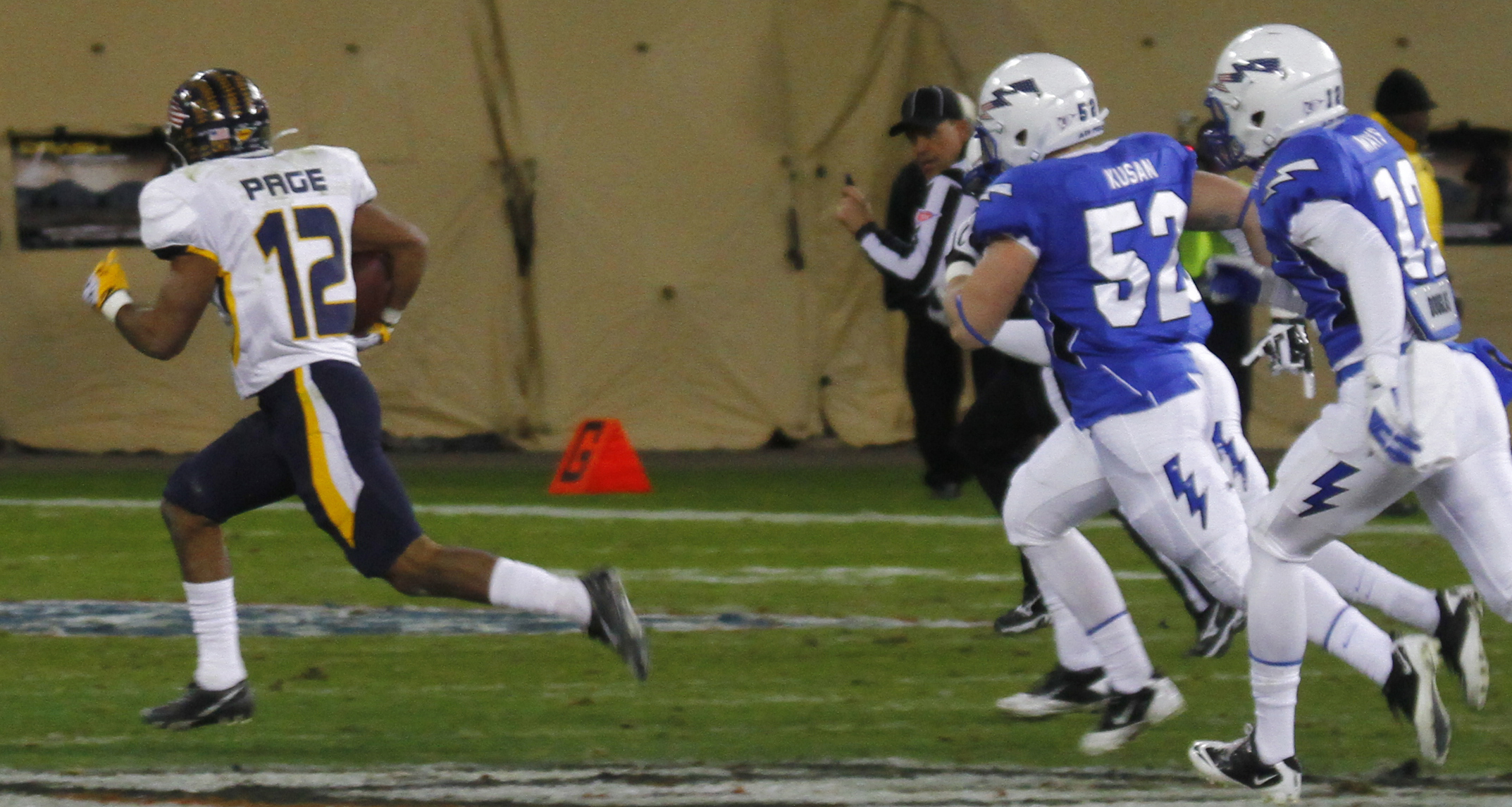
Toledos Eric Page wird von zwei Verteidigern der Falcons verfolgt

Der Military Bowl 2011 (offiziell: Military Bowl presented by Northrop Grumman) war ein Bowl Game der National Collegiate Athletic Association (NCAA) zwischen den Toledo Rockets und den Air Force Falcons. Die Rockets gewannen das Spiel mit 42:41. Most Valuable Player wurde Toledos Bernard Reedy, der vier Pässe für 126 Yards und drei Touchdowns fing.

## Hintergrund
Ursprünglich war der Military Bowl 2011 vertraglich für die Navy Midshipmen gegen ein Team der Atlantic Coast Conference (ACC) vorgesehen. Navy konnte jedoch nicht die erforderlichen sechs Siege erzielen, um für ein Bowl Game berechtigt zu sein. Auch die ACC konnte kein Team stellen, weshalb zwei neue Teams ausgewählt werden mussten. Am 7. Dezember 2011 wurden die Teams der University of Toledo und Air Force Academy ausgewählt.
Die Air Force Falcons konnten in der regulären Saison sieben Spiele gewinnen und verloren fünf, womit sie zum fünften Mal in Folge berechtigt waren an einem Bowl Game teilzunehmen. Die Offense der Falcons konnte vor allem mit Misdirections, Counters und einer Vielzahl von offensiven Formationen glänzen. Insbesondere die Triple Option aus der Shotgun und die Pistol Formation nutzen sie intensiv und brachten eine Vielzahl von verschiedenen Spielern im Backfield in Bewegung. Die erfolgreiche Passverteidigung der Falcons ließ nur 162,7 Yard pro Spiel zu.
Die Toledo Rockets konnten sich mit acht Siegen in zwölf Spielen ebenfalls für Bowl-berechtigt erklären. Wie die Falcons stellten die Rockets mit ihrer Spread Offense eine der 25 besten Offenses des Landes. Die Rockets konnten dabei mit einem der besten Laufspiele des Landes trumpfen. Auch dass Passspiel war kompetent, besonders über Wide Receiver Eric Page, der mit 112 Pässen in der Saison 2011 bereits vor dem Bowl-Spiel einen neuen Schulrekord aufgestellt hatte. Die Defense der Rockets war dagegen weniger erfolgreich und hatte bereits zweimal in der Saison 63 Punkte zugelassen. Besonders problematisch war dabei die Passverteidigung, während die Rockets Defense gegen den Lauf nur 123 Yards pro Spiel zuließ. Es war das erste Spiel des neuen Head Coaches Matt Campbell, nachdem Tim Beckman nach dem Ende der regulären Saison Toledo für Illinois verließ.

## Spielverlauf
Das Spiel begann mit einer starken Offensivleistung beider Teams. Allein im ersten Viertel wurden 35 Punkte erzielt, darunter drei Touchdowns in unter einer Minute – zwei Touchdownläufe der Falcons und ein 87-Yard-Kickoff-Return-Touchdown von Toledos Eric Page. Zuvor hatten die Rockets bereits innerhalb von 16 Sekunden eine 14:0-Führung erarbeitet. Nach einem 17-Yard-Touchdown-Pass auf Bernard Reedy, fumblete bei folgenden Kickoff der Returner Cody Getz nach einem Tackle von Desmond Marrow und Toledos Junior Sylvestre eroberte den Ball. Adonis Thomas lief danach beim ersten Spielzug des Drives über 41 Yards in die gegnerische Endzone zum Touchdown.
Fünf Minuten im zweiten Viertel glichen die Falcons schließlich nach einem 1-Yard-Touchdown Lauf beim vierten Down mit 21:21 aus. Die Rockets antworteten darauf mit einem 49-Yard-Touchdownpass auf Reedy im folgenden Drive. Zwei Minuten vor Ende der ersten Halbzeit glich Air Force mit einem 37-Yard-Touchdown-Pass aus – erneut bei vierten Down. Mitte des dritten Viertels fing Jermaine Robinson eine Interception, die er über 37 Yards zum Touchdown zurücktrug und Toledo eine 35:28-Führung gab. Die Falcons antworteten direkt mit einem 50-Yard-Drive, der von einem 2-Yard-Touchdown-Lauf abgeschlossen wurde und den Spielstand ausglich. Fünf Minuten vor Ende des finalen Viertels erzielten die Rockets erneut einen Touchdown und gingen so mit 42:35 in Führung. 52 Sekunden vor Spielende erzielten die Falcons einen Touchdown und verkürzten damit auf 41:42. Statt des Point after Touchdown (PAT) wählten die Falcons eine Two-Point Conversion durch einen Fake-PAT. Defensive End Jayrone Elliott erzwang vom Holder David Baska jedoch einen Fumble. Der Ball rollte daraufhin aus der Endzone und nach der Eroberung des Kickoffs sicherte sich Toledo den Sieg.

## Bedeutung für die Toledo Rockets
Zum 100-jährigen Jubiläum der Footballmannschaft wurde die Verteidigung der finalen Two-Point-Coversion zu einem der zehn bedeutendsten Momente der Teamgeschichte gewählt.